# Les Moutons de Panurge
Pour les articles homonymes, voir Mouton de Panurge.
Pour plus de détails, voir Fiche technique et Distribution.
Les Moutons de Panurge est une comédie française réalisée par Jean Girault en 1960, sortie en 1961.

## Synopsis
Chronique, sous forme de comédie, de la vie d'un jeune couple, Charles et Jeanne Renard, dans l'une des premières cités-dortoirs de banlieue, ou les débuts du « métro-boulot-dodo »...

## Fiche technique
- Sortie le 5 juillet 1961 sous un premier titre : La Grande Ville
- Réalisation : Jean Girault
- Scénario : Francis Rigaud
- Dialogues : Jacques Vilfrid
- Scripte : Christiane Bertin (alias Christiane Vilfrid)
- Société de production : Gallus Films
- Directeur de production : Jean Tachard
- Directeur de la photographie : Raymond Letouzey
- Son : Gérard Brisseau
- Monteur : Jean-Michel Gautier
- Année : 1960
- Durée : 85 minutes
- Genre : Comédie
- Affiches : Boris Grinsson, Georges Kerfyser (France)

## Distribution
- Darry Cowl : Charles Renard
- Pascale Roberts : Jeanne Renard
- Michel Yakhontoff : Pierrot
- Claudine Auger sous le nom d'Elena Cardy : Monique
- Jean Piat : Serge
- Robert Burnier : Dumoulin
- Mario David : un supporter
- Christine Masson : Catherine
- Robert Dalban : le chauffeur de taxi (non crédité)
- Pierre Mondy : le premier voisin de table au restaurant (non crédité)
- Philippe Nicaud : le second voisin de table au restaurant (non crédité)
- Jacques Dynam : le Jovial (rôle coupé au montage ?)
- Robert Rollis : un homme dans le métro
- Sady Rebbot : un homme au bar
- Odile Poisson
- Philippe March (sous le nom d'Aimé de March)
- Jean Droze
- Florence Blot
- Véronique Silver
- Fernand Guiot : Bourdier, un collègue de Charles
- Jean Lefebvre : simple figuration dans le cabaret

## Commentaires
- L'ancêtre, une douzaine d'années avant, de Elle court, elle court la banlieue. Existe en VHS.